# Pasieki (Grądy)
Pasieki – przysiółek wsi Grądy w Polsce, położony w województwie opolskim, w powiecie nyskim, w gminie Otmuchów.
W latach 1975–1998 przysiółek należała administracyjnie do województwa opolskiego.

## Historia
Dawniej Pasieki były odrębną wsią, która posiadała pieczęć gminną, na której wizerunku przedstawiono w 1722 r. kwiat wyrastający  z murawy, po prawej stronie D,  po lewej S, a w XIX w. pęk roślin wyrastający z murawy.